# Каврон Сен Мартен
Каврон Сен Мартен (фр. Cavron-Saint-Martin) насеље је и општина у североисточној Француској у региону Север-Па д Кале, у департману Па де Кале која припада префектури Montreuil.
По подацима из 2011. године у општини је живело 490 становника, а густина насељености је износила 41,32 становника/km². Општина се простире на површини од 11,86 km². Налази се на средњој надморској висини од 30 метара (максималној 114 m, а минималној 21 m).

## Демографија
| 1962. | 1968. | 1975. | 1982. | 1990. | 1999. | 2011. |
| ----- | ----- | ----- | ----- | ----- | ----- | ----- |
| 363   | 406   | 409   | 429   | 382   | 402   | 490   |

График промене броја становника у току последњих година